# Michel Martelly
Michel Joseph Martelly (ur. 12 lutego 1961 w Port-au-Prince), znany także jako Sweet Micky – haitański muzyk i polityk, prezydent Haiti od 14 maja 2011 do 7 lutego 2016.

## Życiorys
Michel Martelly urodził się w 1961 w Port-au-Prince. Jego ojciec był dyrektorem w rafinerii Shell, a matka zajmowała się gospodarstwem domowym. Dorastał w Carrefour – nadmorskim przedmieściu stolicy. Uczęszczał do prestiżowej szkoły Saint-Louis de Gonzague. W 1984 dostał się do Red Rocks Community College w Kolorado, a następnie do Miami-Dade Community College w Miami, jednakże żadnej z uczelni nie ukończył. Przez pewien czas pracował w Stanach Zjednoczonych jako pracownik budowlany.
Na Haiti powrócił pod koniec lat 80. Rozpoczął wówczas grę w zespole muzycznym, wykonując muzykę „kompa” (lub „compas”), charakterystyczną dla regionu haitańskiego. W 1988 nagrał pierwszy singiel pt. „Ooo La La”, który przyniósł mu popularność. Rok później wydał pierwszy album muzyczny zatytułowany „Woule Woule”. W tym czasie zrodził się jego pseudonim artystyczny, gdy jego przyjaciele określali go jako „słodki Micky dla słodkich ludzi” (a sweet Micky for a sweet people). Na występach ubrany był zazwyczaj w dres i bluzę z kapturem. Często jednak przyodziewał wyszukane kostiumy sceniczne oraz zakładał peruki. Znany był także z kontrowersyjnego opuszczania spodni w czasie koncertu. Z czasem związał się z elitą towarzyską stolicy.
W 1991, po obaleniu w czasie wojskowego zamachu stanu demokratycznie wybranego prezydenta Jean-Bertranda Aristide’a opowiedział się po stronie nowych władz. Pozostał w kraju, prowadząc razem z żoną klub. W 1993, na prośbę jednego z przywódców wojskowych Michela François, wziął udział w demonstracji przeciwko przybyciu na Haiti specjalnego wysłannika ONZ, którego celem miały być negocjacje powrotu prezydenta Aristide’a do kraju. W kolejnych latach kontynuował karierę muzyczną.
W 2004, po tym gdy prezydent Aristide został pozbawiony władzy po raz drugi, a w kraju zapanował chaos i kryzys polityczny, Martelly wraz z rodziną opuścił Haiti. Z żoną Sophią i czworgiem dzieci przeniósł się do Royal Palm Beach na Florydzie. Po powrocie do kraju osiadł w Pétionville.

## Wybory prezydenckie i prezydentura
W sierpniu 2010 zarejestrował się jako kandydat na prezydenta w wyborach powszechnych w 2010. W czasie kampanii wyborczej zobowiązał się do podjęcia działań na rzecz stworzenia miejsc pracy i budowy mieszkań dla 600 tys. osób poszkodowanych w czasie trzęsienia ziemi ze stycznia 2010. Obiecywał również bezpłatną edukację na poziomie podstawowym, decentralizację gospodarki, rozwój rolnictwa i zwiększenie poziomu inwestycji. Opowiadał się za przywróceniem haitańskiej armii, rozwiązanej w 1995 przez prezydenta Aristide’a z powodu jej nadużyć i ekspansywnej roli w życiu politycznym. Dodatkowo odżegnywał się od często skorumpowanej klasy politycznej. Martelly odwoływał się przede wszystkim do młodego elektoratu. Jego program zyskał poparcie również wśród bezrobotnych i najuboższych grup wyborców.
W pierwszej turze wyborów z 28 listopada 2010, według wyników ogłoszonych 7 grudnia przez komisję wyborczą zdobył nieco ponad 21% głosów, zajmując trzecie miejsce, za Mirlande Manigat (31%) oraz kandydatem partii rządzącej Jude’em Célestinem (22%). Jeszcze przed ogłoszeniem wyników wyborów opozycyjni kandydaci oskarżyli władze o fałszerstwa wyborcze, w tym wypełnianie urn wyborczych i nieprawidłowości na listach wyborców, domagając się unieważnienia głosowania. Na ulicach stolicy doszło do protestów ich zwolenników, które przybrały na sile po ogłoszeniu rezultatu głosowania. W czasie zamieszek zginęło co najmniej 5 osób. Zdaniem międzynarodowych obserwatorów w czasie wyborów doszło do poważnych nieprawidłowości. Różnica między drugim Célestinem a trzecim Martellym wynosiła 6845 głosów.
W obliczu kryzysu politycznego haitański rząd zadecydował o ponownym zbadaniu i przeliczeniu wyników wyborów przez grupę ekspertów z Organizacji Państw Amerykańskich. Misja ekspercka w połowie stycznia 2011, po unieważnieniu fałszywych i nieważnych głosów oddanych na wszystkich kandydatów, uznała nieznaczne zwycięstwo Martelly’ego nad Célestinem i zarekomendowała odsunięcie tego ostatniego od drugiej tury wyborów. Stanowisko to poparła ONZ oraz USA. 26 stycznia 2011 haitańskie władze pod wpływem opinii międzynarodowej wycofały kandydaturę Célestina z drugiej tury wyborów. Umożliwiło to udział w nich Michelowi Martelly’emu. Komisja wyborcza wyznaczyła też datę drugiej tury wyborów prezydenckich na 20 marca 2011. Według ostatecznych wyników Martelly zdobył w pierwszej turze głosowania 22,2% głosów, Mirlande Manigat – 31,6% a Jude Célestin – 21,9%.
W połowie marca 2011 pięciu kandydatów z pierwszej tury wyborów udzieliło poparcia Martelly’emu, który w sondażach wyborczych nieznacznie wyprzedzał Mirlande Manigat, byłą pierwszą damę Haiti. Poparcia udzielił mu również haitański muzyk Wyclef Jean, którego kandydatura z powodów formalnych nie została dopuszczona do udziału w wyborach. W drugiej turze wyborów z 20 marca 2011 uzyskał według wyników ogłoszonych przez komisję wyborczą 67,6% głosów poparcia, pokonując Mirlande Manigat. 20 kwietnia 2011 wyniki wyborów zatwierdził sąd.
14 maja 2011 został zaprzysiężony na stanowisku prezydenta Haiti. Uroczystość odbyła się w prowizorycznym budynku przed zniszczoną w czasie trzęsienia ziemi siedzibą parlamentu. Swoje inauguracyjne przemówienie wygłosił natomiast przed zniszczonym gmachem Pałacu Prezydenckiego.
W sierpniu 2012 pod auspicjami prezydenta powołana została Haitańska Partia Tèt Kale (PHTK). Ponieważ Martelly nie mógł ubiegać się o reelekcję w kolejnych wyborach prezydenckich w 2015 mianował Jovenela Moïse kandydatem PHTK. W pierwszej turze wyborów 25 października 2015 Jovenel Moïse zajął pierwsze miejsce z wynikiem 32,8% głosów, wygrywając ze swoim głównym rywalem Jude’em Célestinem, który uzyskał 25,2% głosów. Obaj kandydaci mieli zmierzyć w drugiej turze wyborów zaplanowanej początkowo na 27 grudnia 2015. Jego rywal nie uznał jednak wyników głosowania, oskarżając władze o fałszerstwa. Jednocześnie w kraju doszło do protestów społecznych sprzeciwiających się fałszowaniu wyborów. W takiej sytuacji prezydent Martelly w grudniu 2015 powołał specjalną komisję, mającą na celu zbadanie procesu wyborczego. Na początku stycznia 2016 komisja stwierdziła nieprawidłowości w jego przebiegu i nakazała jego powtórzenie.
Nowe wybory, przekładane na kolejne miesiące, nie odbyły się przed złożeniem urzędu przez prezydenta Martelly’ego 7 lutego 2016. Władzę w kraju objęła tymczasowa administracja na czele z Jocelermem Privertem, która miała dokończyć proces wyborczy. Ostatecznie wybory prezydenckie odbyły się 20 listopada 2016 i zwyciężył w nich Jovenel Moïse.

## Dyskografia
Lista albumów muzycznych wydanych przez Michela Martelly’ego vel Sweet Mickey (w nawiasie rok wydania):
| - Woule Woule (1989) - Anba Rad La (1990) - The Sweetest (1992) - Min Koze-A (1993) - I Don’t Care (1994) - Pa Manyen (1995) - Tout Cé Mately (1996) - Aloufa (1997) - Best of Sweet Micky (1997) - 100.000 Volts (1998) - An Bolewo (1998) - Dènye Okazyon (1999) - Jojo Ban'm Nouvel Micky (1999) - 100% KaKa (1999) - Michel Martelly Live (2000) - SiSiSi (2001) - Live au café des arts: Vol. 2 (2001) - 200% KaKa (2001) - Rale Kow La - 400% KaKa (2002) | - Live at best western (2002) - Best of Michel Martelly (2002) - Totot (2003) - Micky Chez Lui (Micky Bolero 2) (2003) - Sweet Micky Live (2003) - New Repertoire (2004) - Babaille Micky Mix (2004) - GNB (2005) - Sweet Micky with Robert Martino: Live Vol. 1 (2005) - Micky ap Trip (2005) - Sweet Micky & Djakout: Live 2006 (2006) - Jojo Ban'm Nouvel Micky (2006) - Sweet Micky vs Dega (2007) - Live in Miami (Ouvè Kôw) (2007) - Blazin’ Live (2007) - Bandi Légal (2008) - Micky & Sons (2008) - Vin' Pran Kompa (2008) - Kompa Prezidantiyèl (2010) - Prézidan Éspwa Vote #8 (2011) |